# Anne van Bourbon-Parma

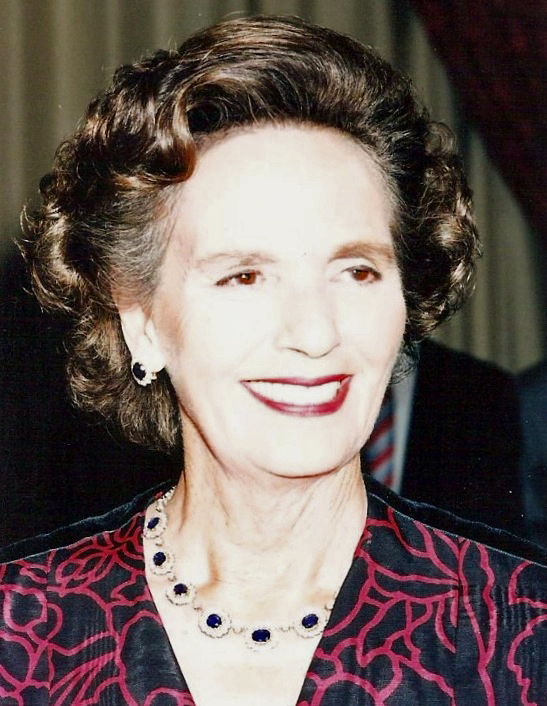
Anne van Bourbon-Parma, 1991

Anne Antoinette Françoise Charlotte van Bourbon-Parma (Parijs, 18 september 1923 – Morges (Zwitserland), 1 augustus 2016) was een Franse prinses uit het Huis Bourbon-Parma.
Zij was het tweede kind en de oudste dochter van René van Bourbon-Parma en Margaretha van Denemarken, en een kleindochter van Robert I, de laatste soevereine hertog van Parma. Zij was een nicht van Carel Hugo van Bourbon-Parma, de gewezen echtgenoot van de Nederlandse prinses Irene.
In 1947 leerde Anne, tijdens het huwelijk van de Engelse kroonprinses Elizabeth met Philip Mountbatten, de even daarvoor afgetreden ex-koning Michaël I van Roemenië kennen. Met hem trad Anne op 10 juni 1948 in het huwelijk. Dat had nog heel wat voeten in aarde, want de bruid was katholiek. Derhalve moest bij de Heilige Stoel dispensatie aangevraagd worden, omdat Michael orthodox was, en – met het oog op een eventuele terugkeer naar Roemenië – geenszins van plan om zijn geloof te verlaten. Het huwelijk werd, aanvankelijk zonder toestemming van de Rooms-Katholieke Kerk gesloten. Die erkenning volgde pas in 1990. Het paar kreeg vijf dochters:
- Margaretha (1949)
- Elena (1950)
- Irina (1953)
- Sophie (1957)
- Maria (1964)

Na hun huwelijk woonde het paar aanvankelijk in Italië, later in Engeland, om zich uiteindelijk definitief in Zwitserland te vestigen. In 1992 zag Anne Roemenië, het land waarvan ze zich vanaf 1948 formeel koningin noemde, voor het eerst.
Op 1 augustus 2016 overleed zij in het ziekenhuis van Morges te Zwitserland. Haar lichaam kwam op 9 augustus aan in Boekarest. De uitvaart was op 13 augustus 2016 in de kathedraal van Curtea de Argeș.